# 31605 Braschi
31605 Braschi è un asteroide della fascia principale. Scoperto nel 1999, presenta un'orbita caratterizzata da un semiasse maggiore pari a 2,6866346 UA e da un'eccentricità di 0,1159813, inclinata di 7,04925° rispetto all'eclittica.

## Origine del nome
Il nome Braschi è stato dato in onore di Nicoletta Braschi, attrice e moglie di Roberto Benigni.